# Popis grofova Urgella
Ovo je popis grofova Urgella (katalonski: Comtat d'Urgell), katalonske grofovije.

## Prva dinastija
- Borrell od Osone, grof Osone, Urgella i Cerdanye[1]
- Aznar I. Galíndez, grof Aragonije[2]
- Galindo I. Aznárez, grof Aragonije[3]
- Sunifredo I., grof Barcelone
- Salomon od Urgella

## Barcelonska dinastija
- Wifredo Dlakavi[4]
- Sunifredo II., sin svog prethodnika
- Borrell II. od Barcelone

## Dinastija Barcelone i Urgella
- Ermengol I. od Urgella i Córdobe
- Ermengol II.
- Ermengol III.
- Ermengol IV.
- Ermengol V.
- Ermengol VI.
- Ermengol VII.
- Ermengol VIII.
- Aurembiaix (grofica)

## Dinastija Cabrera
- Guerau IV. od Cabrere

## Dinastija Barcelone i Urgella
- Aurembiaix (po drugi put)
- Jakov. I. Osvajač, kralj Aragonije

## Dinastija Cabrera
- Poncije IV. od Cabrere
- Ermengol IX.
- Álvaro od Urgella
- Ermengol X.

## Aragonska dinastija
- Alfons IV. Aragonski, kralj Aragonije
- Jakov I. od Urgella, infant Aragonije,[5] muž Cecilije I.
- Petar II. od Urgella, Jakovljev sin
- Jakov II. od Urgella, posljednji grof Urgella